# طرة
حي طرة هو حي سكني تاريخي من أحياء المنطقة الجنوبية في محافظة القاهرة.

## تقسيم ومعالم الحي
ينقسم حي طرة إلي 3 شياخات، وهي طرة البلد وكوتسيكا وطره الأسمنت، ومن أشهر معالمها سجن طرة ومسجد عبد المنعم رياض الذي تأسس في عام 1969 ومدينة الأخاء، وطرة الأسمنت التي يوجد بها مصنع اسمنت بورتلاند طرة، ازدهرت الخدمات بالمنطقة مؤخرًا ففتح بعض البنوك بها مثل PNP بطريق الاوتوستراد بكوتسيكا، وبالمنطقة شق التعبان المكان الثالث عالميا في صناعة الرخام الذي يصدر الي جميع أنحاء العالم.

## تاريخ

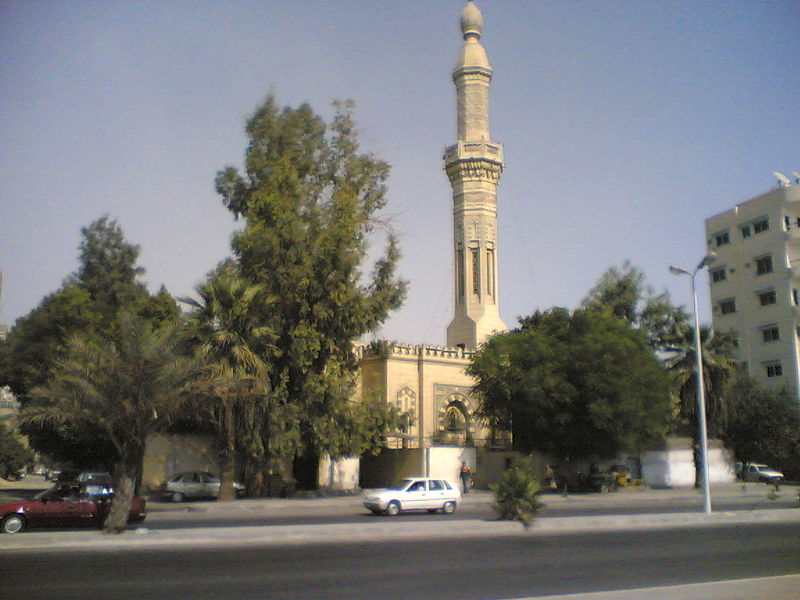
مسجد عبد المنعم رياض

كان الملك فاروق يختار المواقع المتميزة على نهر النيل ليجعل له فيها ما يسمى بالنزل, فكما اختار منطقة رائعه مليئة بالبساتين و أشجار الفاكهة شمال مدينة حلوان , و اسماها (ركن فاروق), أطلق على منطقة طرة البلد اسم (الفاروقية) و هو الأسم الذي كان متداولاً بين سائقى هيئة النقل العام لهذة المنطقة حتى وقت قريب.
وقد جعل الإستعمار الإنجليزى منها مناطق عسكرية، و أسماها كينج الآى، و جعل ثكناته العسكرية متاخمة لها و أطلق عليها شينج الآى (منطقة ثكنات المعادى), ثم منطقة معادى السرايات و أطلق عليها (برينج الآى)
وطرة كانت معروفة لقدماء المصريين باسم طرويو وكانت أكبر مصدر للحجر الجيري في مصر. الذي كان يستخدم في بناء المقابر.